# Europaspiele 2019/Teilnehmer (Montenegro)
| Gelbes Symbol für Goldmedaillen mit stilisierten Olympischen Ringen | Graues Symbol für Silbermedaillen mit stilisierten Olympischen Ringen | Braundes Symbol für Bronzemedaillen mit stilisierten Olympischen Ringen |
| ------------------------------------------------------------------- | --------------------------------------------------------------------- | ----------------------------------------------------------------------- |
| —                                                                   | 1                                                                     | —                                                                       |

Montenegro nahm in Minsk an den Europaspielen 2019 vom 21. bis 30. Juni 2019 mit zwei Athletinnen und acht Athleten in fünf Sportarten teil.

## Medaillen

### Medaillenspiegel
| Rang   | Sportart | Gold | Silber | Bronze | Gesamt |
| ------ | -------- | ---- | ------ | ------ | ------ |
| 1      | Karate   | —    | 1      | —      | 1      |
| Gesamt | Gesamt   | 0    | 1      | 0      | 1      |

### Medaillengewinner
| Name/n       | Sportart | Wettkampf        |
| ------------ | -------- | ---------------- |
| Silber       |          |                  |
| Mario Hodzic | Karate   | Kumite bis 67 kg |

## Teilnehmer nach Sportarten

### Bogenschießen
| Athleten     | Wettbewerb | Platzierungsrunde | Platzierungsrunde | 1. Runde (64er) | 1. Runde (64er) | 2. Runde (32er) | 2. Runde (32er) | Achtelfinale  | Achtelfinale  | Viertelfinale | Viertelfinale | Halbfinale    | Halbfinale    | Finale        | Finale        | Rang |
| Athleten     | Wettbewerb | Ringe             | Rang              | Gegner          | Ergebnis        | Gegner          | Ergebnis        | Gegner        | Ergebnis      | Gegner        | Ergebnis      | Gegner        | Ergebnis      | Gegner        | Ergebnis      | Rang |
| ------------ | ---------- | ----------------- | ----------------- | --------------- | --------------- | --------------- | --------------- | ------------- | ------------- | ------------- | ------------- | ------------- | ------------- | ------------- | ------------- | ---- |
| Frauen       |            |                   |                   |                 |                 |                 |                 |               |               |               |               |               |               |               |               |      |
| Mina Šibalić | Einzel     | 570               | 45                | Maja Jager      | 4 : 6           | ausgeschieden   | ausgeschieden   | ausgeschieden | ausgeschieden | ausgeschieden | ausgeschieden | ausgeschieden | ausgeschieden | ausgeschieden | ausgeschieden | 33   |

### Boxen
| Athleten        | Wettbewerb              | 1. Runde (32er) | 1. Runde (32er) | Achtelfinale  | Achtelfinale  | Viertelfinale | Viertelfinale | Halbfinale    | Halbfinale    | Finale        | Finale        | Rang          |
| Athleten        | Wettbewerb              | Gegner          | Ergebnis        | Gegner        | Ergebnis      | Gegner        | Ergebnis      | Gegner        | Ergebnis      | Gegner        | Ergebnis      | Rang          |
| --------------- | ----------------------- | --------------- | --------------- | ------------- | ------------- | ------------- | ------------- | ------------- | ------------- | ------------- | ------------- | ------------- |
| Männer          |                         |                 |                 |               |               |               |               |               |               |               |               |               |
| Stefan Savkovic | Weltergewicht bis 69 kg | Nabil Messaoudi | 0:5             | ausgeschieden | ausgeschieden | ausgeschieden | ausgeschieden | ausgeschieden | ausgeschieden | ausgeschieden | ausgeschieden | ausgeschieden |

### Judo
| Athleten           | Wettbewerb                     | 1. Runde (64er) | 1. Runde (64er) | 2. Runde (32er)     | 2. Runde (32er) | Achtelfinale         | Achtelfinale  | Viertelfinale       | Viertelfinale | Halbfinale    | Halbfinale    | Finale        | Finale        | Rang |
| Athleten           | Wettbewerb                     | Gegner          | Ergebnis        | Gegner              | Ergebnis        | Gegner               | Ergebnis      | Gegner              | Ergebnis      | Gegner        | Ergebnis      | Gegner        | Ergebnis      | Rang |
| ------------------ | ------------------------------ | --------------- | --------------- | ------------------- | --------------- | -------------------- | ------------- | ------------------- | ------------- | ------------- | ------------- | ------------- | ------------- | ---- |
| Männer             |                                |                 |                 |                     |                 |                      |               |                     |               |               |               |               |               |      |
| Nikola Gardašević  | Leichtgewicht (bis 73 kg)      | -               | -               | Alexandru Raicu     | 10 : 0          | Denis Jarzew         | 0s1 : 1s1     | ausgeschieden       | ausgeschieden | ausgeschieden | ausgeschieden | ausgeschieden | ausgeschieden | 9    |
| Nebojša Gardašević | Halbmittelgewicht (bis 81 kg)  | -               | -               | Alfonso Urquiza     | 10s2:0          | Alexander Wieczerzak | 0s1 : 10      | ausgeschieden       | ausgeschieden | ausgeschieden | ausgeschieden | ausgeschieden | ausgeschieden | 9    |
| Srđan Mrvaljević   | Halbmittelgewicht (bis 81 kg)  | -               | -               | Shamil Borchashvili | 0s2:10s1        | ausgeschieden        | ausgeschieden | ausgeschieden       | ausgeschieden | ausgeschieden | ausgeschieden | ausgeschieden | ausgeschieden | 17   |
| Danilo Pantić      | Halbschwergewicht (bis 100 kg) | -               | -               | Aaron Fara          | 10s1:0          | Karl-Richard Frey    | 10s2:0s1      | Warlam Liparteliani | 0:11          | ausgeschieden | ausgeschieden | ausgeschieden | ausgeschieden | 5    |

### Karate
| Athleten       | Wettbewerb       | Gruppenphase      | Gruppenphase | Halbfinale        | Halbfinale    | Finale        | Finale        | Rang          |
| Athleten       | Wettbewerb       | Gegner            | Ergebnis     | Gegner            | Ergebnis      | Gegner        | Ergebnis      | Rang          |
| -------------- | ---------------- | ----------------- | ------------ | ----------------- | ------------- | ------------- | ------------- | ------------- |
| Männer         |                  |                   |              |                   |               |               |               |               |
| Mario Hodzic   | Kumite bis 67 kg | Luca Maresca$     | 0:0          | Artsiom Krautsou$ | 4:0           | Luca Maresca$ | 3:4           | Silber        |
| Mario Hodzic   | Kumite bis 67 kg | Jess Rosiello$    | 3:2          | Artsiom Krautsou$ | 4:0           | Luca Maresca$ | 3:4           | Silber        |
| Mario Hodzic   | Kumite bis 67 kg | Burak Uygur$      | 0:0          | Artsiom Krautsou$ | 4:0           | Luca Maresca$ | 3:4           | Silber        |
| Nikola Malović | Kumite bis 84 kg | Valerii Chobotar$ | 0:1          | ausgeschieden     | ausgeschieden | ausgeschieden | ausgeschieden | ausgeschieden |
| Nikola Malović | Kumite bis 84 kg | Ivan Kvesić$      | 0:2          | ausgeschieden     | ausgeschieden | ausgeschieden | ausgeschieden | ausgeschieden |
| Nikola Malović | Kumite bis 84 kg | Alvin Karaqi$     | 0:1          | ausgeschieden     | ausgeschieden | ausgeschieden | ausgeschieden | ausgeschieden |

### Schießen
| Frauen            |                  |       |    |               |               |    |
| Jelena Pantovic   | Luftpistole 10 m | 550   | 34 | ausgeschieden | ausgeschieden | 34 |
| Männer            |                  |       |    |               |               |    |
| Nemanja Obradović | Luftgewehr 10 m  | 611,8 | 40 | ausgeschieden | ausgeschieden | 40 |